# 努爾達伊

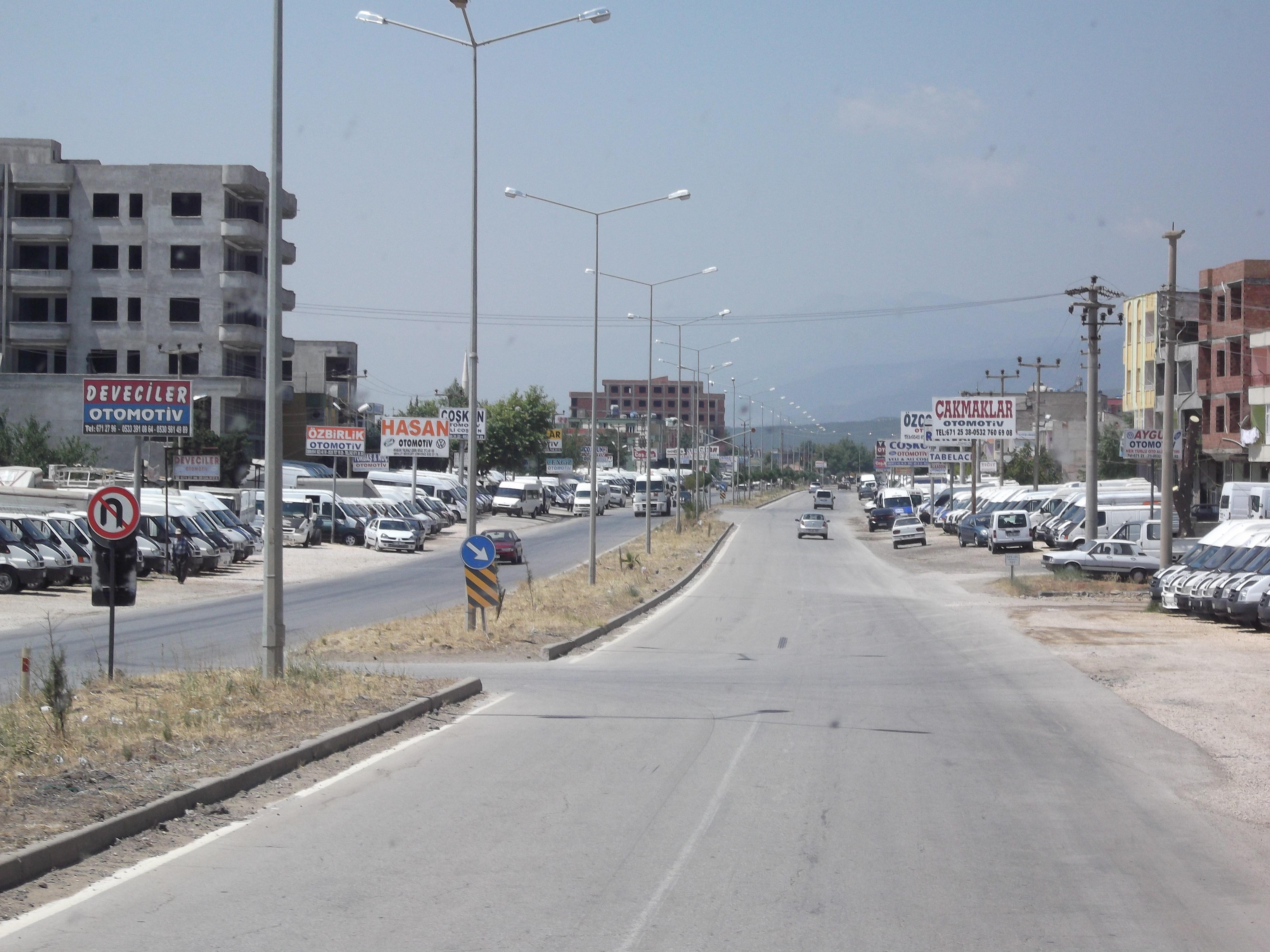
Nurdağı

努爾達伊是土耳其的城鎮，位於該國南部，由加濟安泰普省負責管轄，距離首府加濟安泰普以西45公里，主要經濟活動有農業、鉻礦業和畜牧業，2011年人口16,452。